# Karl von Enhuber

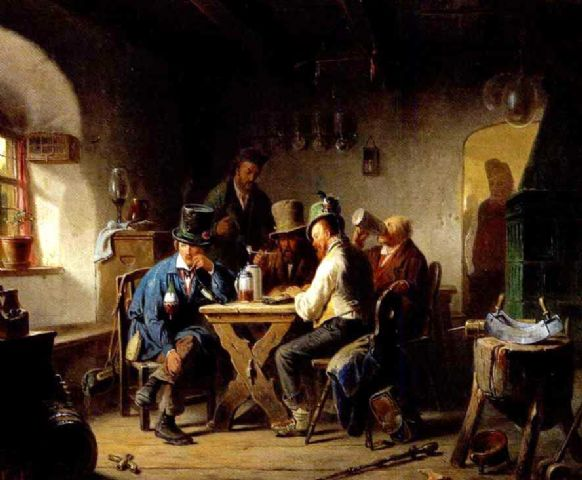
Karl von Enhuber – Hemlängtan (1863).

Karl von Enhuber, född 16 december 1811 i Hof, Tyskland, död 6 juli 1867 i München, var en bayersk konstnär.
Enhuber utbildades i München, där han vid 1800-talets mitt var en typisk representant för det gemytliga genremåleriet med motiv från den småborgerliga världen.